# Dorfkirche Peritz

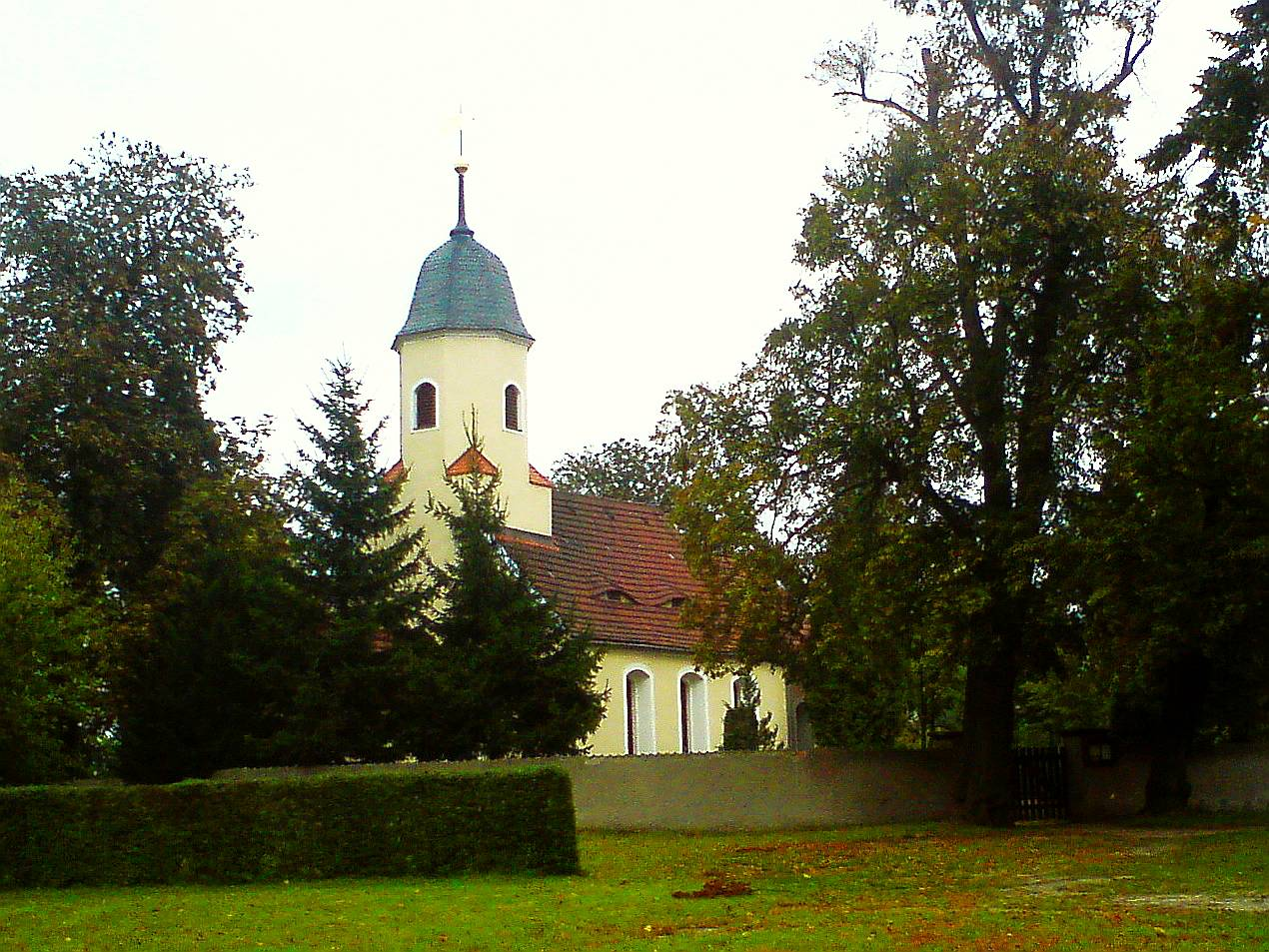
Dorfkirche Peritz

Die evangelisch-lutherische Dorfkirche Peritz ist ein denkmalgeschütztes Kirchengebäude in Peritz, einem Ortsteil der Gemeinde Wülknitz im sächsischen Landkreis Meißen.
Die im 17. Jahrhundert wohl unter Verwendung von Resten eines einst hier vorhandenen mittelalterlichen Vorgängerbaus errichtete Kirche ist mit einem angrenzenden Friedhof etwas abseits vom Ortszentrum zu finden.

## Bau- und Kirchengeschichte
Eine erste Peritzer Kirche wurde urkundlich bereits im Jahre 1266 erwähnt. Ihr Standort befand sich vermutlich auf dem Grund einer zerstörten heidnischen Kultstätte. Urkundlich erwähnt wurde die Kirche dann später auch in der Meißner Bischofsmatrikel des Jahres 1495. Die Kirche war zeitweise selbst Pfarrkirche und besaß eine Filialkirche im Nachbarort Colmnitz. Später bildete sie zusammen mit Wülknitz eine gemeinsame Parochie. Peritz hatte im Dreißigjährigen Krieg (1618–1648) schwer gelitten. Das Dorf und die Kirche waren weitgehend zerstört worden und lagen nach dem Krieg wüst. Die Kirche wurde wie das Dorf selbst in der Folgezeit wieder errichtet.

Grundriss der Peritzer Kirche vor 1865

Die Denkmalliste des Landes Sachsen beschreibt die Peritzer Kirche wie folgt: „einfach gestalteter Putzbau mit oktogonalem Dachreiter, von kirchengeschichtlicher und ortshistorischer Bedeutung Kirche: einfach gestalteter Putzbau mit großen Segmentbogenfenstern, gerader Chorabschluss, oktogonaler Dachreiter mit Zeltdach und leicht geschwungenem Dachfuß, am Eingangsbereich und an Choraußenwand Anbauten mit Satteldach und Biberschwanzdeckung, sonst Satteldach mit doppelter Biberschwanzdeckung und Fledermausgaupen.“
Im 17. Jahrhundert waren vermutlich zunächst nur das Kirchenschiff und der Chorraum errichtet worden. Im Jahre 1710 erfolgte der Anbau einer ehemals an der Südseite vorhandenen Vorhalle. Der Bau des oktogonalen Dachreiters im Westen des Schiffs folgte 1756. Die Kosten dafür beliefen sich auf 76 Taler und 14 Groschen. Zu Instandsetzungs- beziehungsweise Umbauarbeiten kam es unter anderem in den Jahren 1845, 1865, 1884, 1904 und 2000.
Die südliche Vorhalle verschwand bereits in der Mitte des 19. Jahrhunderts. Der erneut mit einer Vorhalle versehene Eingang der Kirche wurde dabei auf die Westseite der Kirche verlegt. Außerdem wurde an der Ostseite des Chores eine Sakristei angebaut. Der sächsische Kunsthistoriker Cornelius Gurlitt vermutete in Heft 37 (Amtshauptmannschaft Großenhain (Land)) seiner 1914 erschienenen Schrift Beschreibende Darstellung der älteren Bau- und Kunstdenkmäler des Königreichs Sachsen, dass sich an der Stelle einst der Beichtstuhl der Kirche befand. Gurlitt schrieb auch, dass zu dieser Zeit bereits eine ursprünglich in der Kirche vorhandene große aus Stein gearbeitete Taufe sowie der aus dem 16. Jahrhundert stammende und mit dem Wappen der Pflugk versehene historische Flügelaltar der Kirche bereits verschwunden waren.
Im Inneren der Kirche ist heute unter anderem ein steinerner Altartisch zu finden. Der sich am Übergang vom Kirchenschiff zum Chorraum befindliche Triumphbogen wurde als Korbbogen ausgeführt. Eine ursprünglich daran befestigte hölzerne Kanzel mit Schalldeckel wurde später hinter den Altar verlegt beziehungsweise neuerrichtet.
Die Peritzer Kirche gehört gegenwärtig zum Kirchspiel Zeithain des Kirchenbezirks Meißen-Großenhain.

## Mahnen und Gedenken
Unmittelbar an der Kirche befindet sich der örtliche Friedhof mit einem ebenfalls unter Denkmalschutz stehendem Gefallenendenkmal. Das auf einem Sockel stehende Denkmal erinnert an die im Ersten und Zweiten Weltkrieg gefallenen Dorfbewohner der Gemeinde Peritz.